# Рипарбела
Рипарбела (на италиански: Riparbella) е малък град и община в Италия, в региона Тоскана, провинция Пиза, в географския район Валдичечина. Населението му е около 1588 души (1 януари 2023).